# Odruchy prostowania
Odruchy prostowania – odruchy, które w drugim półroczu życia zastępują odruchy postawy (równoważne).
- odruch prostujący typu śrubowego – obrót reszty ciała za obracającą się głową; pojawia się po 7 miesiącach życia,
- odruch prostujący głowę – błędnikowo-optyczny – dziecko potrafi utrzymywać linię oczu równolegle do podłoża dzięki poruszaniu głową w odpowiedzi na przechylanie; pojawia się po 6 miesiącu życia,
- reakcja gotowości do skoku i reakcja spadochronowa.